# Adam Jankowski
Adam Jankowski (n. Gdansk, * 1948) es un pintor neoimpresionista austríaco. Entre 1959 y 1964 estudió arte en la Hochschule für bildende Künste de Hamburgo. Como maestro de Almir Mavignier y K.P. Brehmer, es considerado una de las mayores influencias de la Escuela de Hamburgo.
Jankowski vive y trabaja en Hamburgo, St.Pauli.